# Wolverhampton Wanderers FC
Wolverhampton Wanderers Football Club (pe scurt, Wolves) este un club de fotbal profesionist englez care reprezintă orașul Wolverhampton din West Midlands. Clubul a fost fondat în 1877 și a jucat încă din 1889 pe stadionul Molineux. Clubul este unul dintre membrii fondatori ai campionatului englez și a fost foarte activ în crearea cupelor europene de fotbal. Jucătorii echipei sunt porecliți „Lupii”.

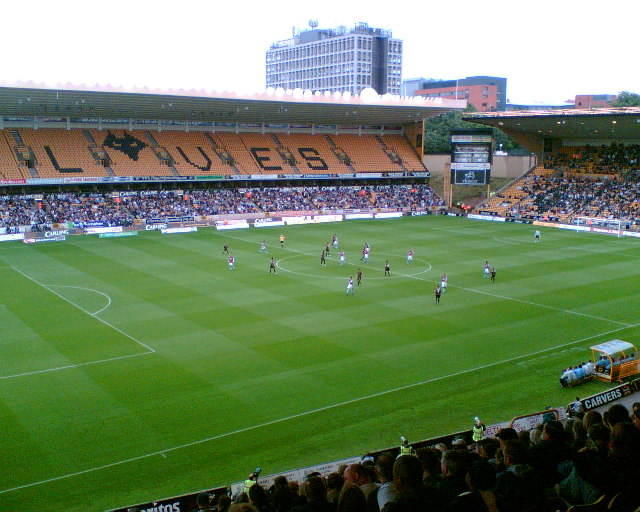
Stadionul Molineux

După ce a câștigat Cupa Angliei de două ori înainte de Primul Război Mondial, Lupii au cunoscut cea mai înflăcărată perioadă din perioada imediat următoare războiului sub conducerea lui Stan Cullis, fiind de trei ori campioni ai Angliei (1954, 1958, 1959) și câștigând de două ori Cupa Angliei (1949 și 1960).  De asemenea, clubul a câștigat Cupa Ligii de Fotbal de două ori, în 1974 și 1980.
În 1953, Wolves a fost unul dintre primele cluburi britanice care și-a instalat nocturnă, în perioada premergătoare creării Cupei Europene în 1955 și prima participare a unei echipe de club englez la acea competiție din 1956. Wolves a ajuns în sferturile de finală ale Cupei Campionilor Europeni din 1959–60 și în semifinala Cupa Cupelor din 1960–61 și au jucat alături de echipa londoneză Tottenham Hotspur în finala inaugurală a Cupei UEFA din 1972.
Trusa tradițională a lupilor este formată din cămăși și șosete din aur vechi și pantaloni scurți negri. Începând cu 1979, kit-ul a prezentat și ecusonul „capului lupului” al clubului. Lupii au rivalități de lungă durată cu alte cluburi din West Midlands, principalul fiind cu West Bromwich Albion, împotriva căruia contestă derby-ul Black Country, deși cele două cluburi nu s-au mai întâlnit din 2011–12, atunci a fost ultima dată când au concurat în aceeași divizie.
Din sezonul 2018-2019, clubul joacă în Premier League. Pentru revenirea în elită, Wolverhampton reușește să se califice pentru Europa League, terminând pe locul 7 în Premier League.

### Coeficientul UEFA
Coeficientul UEFA este utilizat la tragerea la sorți a competițiilor continentale organizate de Uniunea Asociațiilor Europene de Fotbal. Pe baza performanței cluburilor la nivel european timp de cinci sezoane, acest coeficient este calculat folosind un sistem de puncte și este stabilit un clasament. La sfârșitul sezonului 2019-2020, Wolverhampton se afla pe locul al optzeci și cincilea.
| Rang | Club                       | Coeficient |
| ---- | -------------------------- | ---------- |
| 80   | Real Sociedad              | 15.099     |
| 81   | PAOK Salonic               | 15.000     |
| 82   | Wolverhampton Wanderers FC | 14.785     |
| 83   | Burnley FC                 | 14.785     |
| 84   | Everton                    | 14.785     |

## Palmares și statistici

### Titluri și trofee
| Campionatele Naționale | Cupele Naționale | Competiții Internaționale |
| - Premier League (3) : - Campioni : 1954, 1958, 1959. - Vice-campioni : 1938, 1939, 1950, 1955, 1960. - EFL Championship (4) : - Campioni : 1932, 1977, 2009, 2018. - Vice-campioni : 1967, 1983. - Football League One (3) : - Campioni : 1924, 1989, 2014. - Football League Two (1) : - Campioni : 1988. | - Cupa Angliei (4) : - Câștigători : 1893, 1908, 1949, 1960. - Finalistă : 1889, 1896, 1921, 1939. - Cupa Ligii (2) : - Câștigători : 1974, 1980. - Supercupa Angliei (4) : - Câștigători : 1949, 1954, 1959, 1960. - Finalistă : 1958. - EFL Trophy (1) : - Câștigători : 1988. | - Liga Campionilor : - Sferturi (1) - 1960 - Cupa UEFA : - Finala (1) - 1972 - Sferturi (1) - 2020 - Cupa Cupelor : - Semifinala : 1961 - Cupa Războiului : - Câștigători (1) - 1942 - Cupa Texaco : - Câștigători (1) - 1971 |

### Finale
Performanțe obținute de Wolves în cupele naționale ale Angliei.*** Titlu împărțit.
| 1893 | Wolves | 1 - 0 | Everton          |
| 1908 | Wolves | 3 - 1 | Newcastle        |
| 1949 | Wolves | 3 - 1 | Leicester        |
| 1960 | Wolves | 3 - 0 | Blackburn Rovers |

| 1974 | Wolves | 2 - 1 | Manchester City   |
| 1980 | Wolves | 1 - 0 | Nottingham Forest |

| 1949 | Wolves | 1 - 1 * | Portsmouth        |
| 1954 | Wolves | 4 - 4 * | West Bromwich     |
| 1959 | Wolves | 3 - 1   | Nottingham Forest |
| 1960 | Wolves | 2 - 2 * | Burnley           |

| 1889 | Wolves | 0 - 3 | Preston             |
| 1896 | Wolves | 1 - 2 | Sheffield Wednesday |
| 1921 | Wolves | 0 - 1 | Tottenham           |
| 1939 | Wolves | 1 - 4 | Portsmouth          |

| 1988 | Wolves | 2 - 0 | Burnley |

| 1958 | Wolves | 1 - 4 | Bolton |

Performanțe obținute de Wolves în cupele continentale ale Europei - UEFA.
| 1972 | Wolves | 2 - 3 | Tottenham |

| 1971 | Wolves | 3 - 2 | Heart of Midlothian |

| 1942 | Wolves | 6 - 4 | Sunderland |

## Lotul actual
La 4 august 2025.
| Nr. |                   | Poziție | Jucător                     |
| --- | ----------------- | ------- | --------------------------- |
| 1   | Portugalia        | P       | José Sá                     |
| 2   | Republica Irlanda | F       | Matt Doherty (vice-căpitan) |
| 3   | Spania            | F       | Hugo Bueno                  |
| 4   | Uruguay           | F       | Santiago Bueno              |
| 5   | Zimbabwe          | M       | Marshall Munetsi            |
| 6   | Norvegia          | F       | David Møller Wolfe          |
| 7   | Brazilia          | M       | André                       |
| 8   | Brazilia          | M       | João Gomes                  |
| 9   | Norvegia          | A       | Jørgen Strand Larsen        |
| 10  | Columbia          | A       | Jhon Arias                  |
| 11  | Coreea de Sud     | A       | Hwang Hee-chan              |
| 12  | Coasta de Fildeș  | F       | Emmanuel Agbadou            |
| 14  | Columbia          | F       | Yerson Mosquera             |
| 18  | Austria           | A       | Saša Kalajdžić              |

| Nr. |                   | Poziție | Jucător                |
| --- | ----------------- | ------- | ---------------------- |
| 19  | Portugalia        | A       | Rodrigo Gomes          |
| 20  | Portugalia        | A       | Fábio Silva            |
| 23  | Zimbabwe          | A       | Tawanda Chirewa        |
| 24  | Portugalia        | F       | Toti Gomes             |
| 25  | Anglia            | P       | Dan Bentley            |
| 26  | Țările de Jos     | F       | Ki-Jana Hoever         |
| 27  | Franța            | M       | Jean‐Ricner Bellegarde |
| 28  | Spania            | M       | Fer López              |
| 30  | Paraguay          | A       | Enso González          |
| 31  | Anglia            | P       | Sam Johnstone          |
| 37  | Brazilia          | F       | Pedro Lima             |
| 40  | Țara Galilor      | P       | Tom King               |
| 63  | Republica Irlanda | A       | Nathan Fraser          |